# Climacodon chlamydocystis
Climacodon chlamydocystis är en svampart som beskrevs av Maas Geest. 1971. Climacodon chlamydocystis ingår i släktet Climacodon och familjen Phanerochaetaceae.   Inga underarter finns listade i Catalogue of Life.